# Região de Granada

Localização

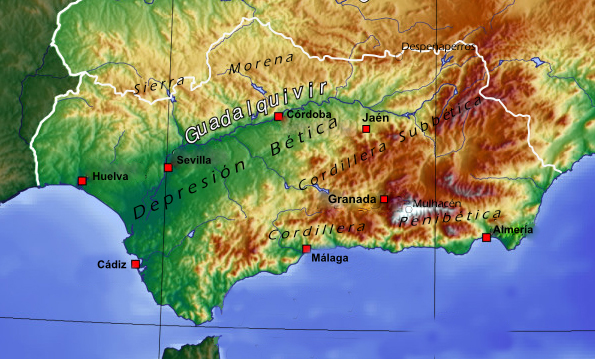
Mapa físico da Andaluzia, onde pode ser visto o Alto e Baixo Andaluzia e Sierra Morena

A Região de Granada, (Alta Andaluzia ou Andaluzia Oriental) é uma unidade fisiográfica que compreende o território montanhoso da actual região autónoma da Andaluzia, em Espanha. Este termo é usado em contraste com Andaluzia, Baixa Andaluzia ou Baja Andalucía , referindo-se às planícies do vale do Guadalquivir.
A Região de Granada consiste nos territórios da Cordilheira Subbética, pelo sulco Intrabético, pela Cordilheira Penibética e parte da Cordilheira Prebética. Serra Morena, apesar de sua maior altitude em relação ao Depressão Andaluz, normalmente não é incluída na Alta Andaluzia, geralmente considerada como uma entidade distinta, com seu próprio território. Algumas das regiões que pertencem à Alta Andaluzia são os Alpujarras, o Vale de Lecrín, a Comarca de Alhama, Vega de Granada, Serra Magina, Serra Sul de Jaén, Subbética, Serra de Cádiz e Serrania de Ronda.
A Região de Granada é onde se localizavam os antigos territórios do Reino de Granada e Reino de Jaén.